# Mistrzostwa Polski w Biathlonie 2002
36. Mistrzostwa Polski w biathlonie odbyły się w 2002 w Jakuszycach. Rozegrano osiem konkurencji: cztery konkurencje męskie: bieg indywidualny na dystansie 20 kilometrów, bieg sprinterski na dystansie 10 kilometrów, bieg na dochodzenie na 12,5 kilometrów i sztafetę 4 × 7,5 kilometrów oraz cztery konkurencje kobiece: bieg indywidualny na dystansie 15 kilometrów, bieg sprinterski na dystansie 7,5 kilometrów, bieg na dochodzenie na dystansie 10 kilometrów i sztafetę 4 × 6 kilometrów.

## Terminarz i medaliści
| Data | Konkurencja                  | Złoto                                                                                     | Srebro                                                                                       | Brąz                                                                                  |
| 2002 | Bieg indywidualny mężczyzn   | Tomasz Sikora Dynamit Chorzów                                                             | Wiesław Ziemianin BKS WP Kościelisko                                                         | Grzegorz Bodziana MKS Duszniki-Zdrój                                                  |
| 2002 | Bieg sprinterski mężczyzn    | Krzysztof Topór BKS WP Kościelisko                                                        | Tomasz Sikora Dynamit Chorzów                                                                | Wiesław Ziemianin BKS WP Kościelisko                                                  |
| 2002 | Bieg na dochodzenie mężczyzn | Tomasz Sikora Dynamit Chorzów                                                             | Wiesław Ziemianin BKS WP Kościelisko                                                         | Krzysztof Topór BKS WP Kościelisko                                                    |
| 2002 | Sztafeta mężczyzn            | BKS WP Kościelisko Kazimierz Obrochta Krzysztof Topór Stanisław Karpiel Wiesław Ziemianin | AZS AWF Katowice Łukasz Wojaczek Łukasz Matysek Adam Gużda Michał Piecha                     | MKS Duszniki Zdrój Hubert Lewandowski Łukasz Misiak Mateusz Jędruch Grzegorz Bodziana |
| 2002 | Bieg indywidualny kobiet     | Magdalena Grzywa BKS WP Kościelisko                                                       | Anna Stera MKS Duszniki Zdrój                                                                | Patrycja Szymura AZS AWF Katowice                                                     |
| 2002 | Bieg sprinterski kobiet      | Magdalena Grzywa BKS WP Kościelisko                                                       | Magdalena Gwizdoń KKS Bielsko-Biała                                                          | Anna Stera MKS Duszniki Zdrój                                                         |
| 2002 | Bieg na dochodzenie kobiet   | Magdalena Gwizdoń KKS Bielsko-Biała                                                       | Anna Stera MKS Duszniki Zdrój                                                                | Patrycja Szymura AZS AWF Katowice                                                     |
| 2002 | Bieg sztafetowy kobiet       | BKS WP Kościelisko Katarzyna Ponikwia Paulina Bobak Krystyna Pałka Bernadetta Bednarz     | MKS Karkonosze Jelenia Góra Joanna Grzybek Magdalena Nykiel Izabela Daniło Agnieszka Grzybek | MKS Duszniki-Zdrój Tiffany Tyrała Anna Stera Anna Janas Angelika Szrubianiec          |